# Kamenné Žehrovice
Kamenné Žehrovice (en allemand : Stein-Schechrowitz) est une commune du district de Kladno, dans la région de Bohême-Centrale, en Tchéquie. Sa population s'élevait à 1 728 habitants en 2020.

## Géographie
Kamenné Žehrovice se trouve à 7 km à l'ouest-sud-ouest du centre de Kladno et à 31 km à l'ouest-nord-ouest du centre de Prague.
La commune est limitée par Tuchlovice au nord-ouest et au nord, par Kladno et Velká Dobrá à l'est, par Doksy au sud-est, par Družec au sud, et par Žilina au sud-ouest.

## Histoire
La première mention écrite de la localité date de 1271.